# Ходош (община)
Община Ходош (словен. Občina Hodoš) — одна з общин Словенії. Адміністративним центром є місто Ходош.

## Населення
У 2011 році в общині проживало 320 осіб, 152 чоловіків і 168 жінок. Чисельність економічно активного населення (за місцем проживання), 111 осіб. Середня щомісячна чиста заробітна плата одного працівника (EUR), 825 (в середньому по Словенії 987.39). Приблизно кожен третій житель у громаді має автомобіль (39 автомобілі на 100 жителів). Середній вік жителів склав 45,5 роки (в середньому по Словенії 41.8). 

## Національний склад
- Угорці 53.37%
- Словенці 40.45%